# Parc Biidaasige
Le parc Biidaasige (/bidasiɡe/ ; anglais : Biidaasige Park) est un espace vert situé dans l'embouchure de la rivière Don, dans le quartier de Port Lands, près du cœur de la ville de Toronto, en Ontario, au Canada. Ouvert au public depuis le 19 juillet 2025, il s'étend sur 24 hectares (dont 20,2 hectares sont présentement ouverts) et est un des plus grands parcs municipals de Toronto.
Une partie importante du parc se trouve dans l'île artificielle d'Ookwemin Minising. En effet, le parc résulte d'un projet de prévention contre les inondations.

## Accès
Le parc Biidaasige est accessible par les transports en commun de Toronto :
- Le bus 114-Queen's Quay East[4]
- Le bus 72D-Pape (les fins de semaines et les jours fériés seulement)[4]

Pour l'accès en voiture, un parc de stationnement provisoire est disponible à 11, rue Munition.